# Jeroen van den Berg
Jeroen van den Berg (1966) is een Nederlands regisseur en toneelschrijver.
Van den Berg volgde tussen 1989 en 1993 de regieopleiding aan de Amsterdamse Hogeschool voor de Kunsten. In 1993 ontving hij een onderscheiding van de Top Naeff Prijs en kende het Amsterdams Fonds voor de Kunst hem bovendien een aanmoedigingsprijs toe. Hij richtte in dat jaar, met acteur-regisseur Ivar van Urk, theatergezelschap Het Oranjehotel op, waarvoor hij regisseerde maar ook teksten schreef. Hij bleef tot de opheffing in 2002 aan het Oranjehotel verbonden, maar werkte daarnaast onder meer voor Theater van het Oosten, Het Zuidelijk Toneel en Festival aan de Werf. Behalve met het schrijven van eigen teksten hield hij zich in de jaren negentig ook bezig met het bewerken van klassieke teksten zoals Kasimir en Karoline en Don Juan komt terug uit de oorlog van Von Horváth, Nora van Ibsen en De Meeuw van Tsjechov, waarbij hij fragmenten van het verhaal gebruikte om een nieuw geheel te bouwen. Vanaf de eeuwwisseling is een tendens waarneembaar van fragmentarische scènes naar stukken met een duidelijker verhaallijn.
In 2003 ontving Van den Berg de Taalunie Toneelschrijfprijs, die jaarlijks door de Nederlandse Taalunie wordt uitgereikt. De prijs werd hem toegekend voor zijn toneelstuk Blowing, dat hij had geschreven in opdracht van Het Laagland. Sinds 1995 geeft hij geregeld gastcolleges op de Amsterdamse Toneelschool & Kleinkunstacademie en de Toneelacademie Maastricht.